# 鎮西城
镇西城（越南语：／）是越南阮朝在明命年間占領柬埔寨南部期間实施改土归流所设立的行政建制。

## 历史

### 背景
柬埔寨被阮朝稱為「高綿」。紹治年間，因避諱，改稱「真臘」，後在紹治七年（1847年）又改稱「高蠻」。啟定四年（1919年），恢復「高綿」一名，與「高蠻」並用。柬埔寨是東南亞文明古國，但在廣南國時期，柬埔寨已經衰落，淪為暹罗和阮主的附庸，領土遭到兩國逐步蚕食。
阮朝建立後，於嘉隆六年（1807年）九月，冊封安贊二世（匿禛）為「高綿國王」，確立兩國朝貢關係。嘉隆九年（1810年），柬埔寨內亂，嘉隆帝阮福映命阮文仁出兵，與暹羅爭奪柬埔寨。嘉隆十二年（1813年），內亂平定，阮朝命阮文瑞統領一千士兵留守柬埔寨國都南榮府（金邊）以保護之。阮文瑞在柬埔寨期間，獨攬大權，連國王也要聽命於他。

### 郡縣其地

鎭西將軍之印

明命十四年（1833年）夏，南圻爆發黎文𠐤之亂，柬埔寨沒有跟隨起兵，黎文𠐤因此聯合暹羅進攻柬埔寨。安贊二世不敵，逃往阮朝永隆省求援。明命十五年（1834年）春，明命帝命張明講等人護送安贊二世歸國，並在柬埔寨首都南榮府旁修築安蠻堡。同年冬，安贊二世死后无子，「高綿國王」印信由柬埔寨官僚茶龍（Chakrey Long）、羅堅掌管，越南人張明講、黎大綱代理國事。次年（1835年），明命帝派大将张明讲冊封安眉（玉雲）为郡主。安眉事實上只是個傀儡，她在即位后就被幽禁在宫中，越南人不准她参与政事，國王印信由三名高棉族官員茶龍、壬于（Yumreach Hu）、羅堅掌管。張明講上表，請求“郡縣其地”，獲得明命帝批准。阮朝改安蠻堡為鎮西城，全境分為32府2蠻，設立將軍、參贊大臣等職務直接管理其事務。
明命二十一年（1840年），正式改土歸流，將柬埔寨全境劃分為10府23縣，並派遣欽差大臣黎文德、副欽差尹蘊前往柬埔寨，清丈土地、制定稅額、調查水利。同時改封玉雲改封美林郡主、玉卞為閭安郡君、玉秋為輸忠郡君、玉原為輯寧郡君。不久玉卞被發現與居住在暹羅的舅舅暗通書信，被明命帝誅殺。明命帝隨後下令將玉雲、玉秋、玉原三人轉移至嘉定省城（今胡志明市）。又以暗通叛匪、隱匿戶口不報為由，將茶龍降為該隊，發配河內；壬于降為正隊長，發配北寧；羅堅降為隊長，發配興安。

### 統治政策
阮朝在鎮西城屯駐重兵，實行軍事統治。阮朝朝廷調集了京兵和南部各省省兵前往鎮西城。同時將柬埔寨原有軍隊改編，與越南士兵混合編製，由越南軍官統領，並為柬埔寨士兵取越南姓名，登冊上報。此外，阮朝強迫柬埔寨百姓采用越南百姓的风俗习惯，改穿越南服飾，學習越南語，被動接受儒學。
阮朝朝廷掌握鎮西城各府縣官員任命大權，任用越南人為官。其中不乏貪蠹官員，侵佔田土，敲詐勒索，大肆索賄，擄掠柬埔寨百姓為奴。柬埔寨百姓大為不滿。
另一方面，对于柬埔寨百姓信奉的上座部佛教（亦称南传佛教），阮朝也加以破壞。僧侶被驅離寺院，寺廟被搗毀，而佛像則被用來熔鑄大炮。

### 废除
柬埔寨人對國王遭到拘禁甚為憤怒。明命二十一年（1840年）八月，鎮西城爆發大起義，全境各處均有義兵起事。這些柬埔寨人向暹羅求援，希望讓流亡暹羅的王子安東（匿𧑒）歸國即位。阮朝名臣張明講、阮公著、尹蘊等四處鎮壓，疲於奔命。暹羅派兵支持起義軍，戰事陷入膠著狀態。阮朝釋放被拘禁的安眉以及王子安恩（匿螉俺），讓他們回到鎮西招誘起義軍歸附朝廷，但無濟於事。绍治元年（1841年），張明講因戰事失利而被撤職召回。他向绍治帝上书谢罪，不久羞憤而死。在謝光巨的建議下，紹治帝決定放棄鎮西城。阮朝同暹羅達成和平協議，柬埔寨同時臣服於暹羅、越南兩國。绍治七年（1847年），紹治帝遣使冊封安東為「高蠻國王」，随后阮朝军队全部撤出柬埔寨。柬埔寨重獲獨立。

## 行政區劃
明命十六年（1835年），柬埔寨全境劃分為33府2蛮。《大越地舆全编》中府蛮名称如下：
南荣府、其苏府、寻惇府、绥腊府、巴南府、巴来府、平暹府、哥捌府、炉圆府、海東府、金长府、输忠府、歌讴府、望云府、中河府、徵来府、山甫府、山卜府、寻于府、開邊府、海西府、哥林府、梯笠府、锦牌府、炉越府、龙樽府、廣邊府、化夷府、真才府、薏苡府、真誠府、密律府、乌门府和芹制蛮、芹漇蛮。
明命二十一年（1840年），阮朝正式在柬埔寨改土歸流，將全境劃分為10府23縣。
- 将军参赞管轄4府10縣。
  - 鎮西府，轄2縣：泰安縣、閭安縣。
  - 宜禾府，轄2縣：上豐縣、豐穰縣。
  - 南寧府，轄3縣：南盛縣、南泰縣、扶南縣。
  - 武功府，轄3縣：平徵縣、其蘇縣、徵瑞縣。
- 海西宣抚轄2府5縣。
  - 海西府，轄2縣：海平縣、输忠縣。
  - 寧泰府，轄3縣：玉牌縣、江右縣、泰盛縣。
- 海东宣抚轄2府4縣。
  - 海東府，轄2縣：海寧縣、輯寧縣。
  - 河平府，轄2縣：中河縣、福來縣。
- 山静宣抚轄2府4縣。
  - 山静府，轄2縣：桂林縣、山東縣。
  - 美林府，轄2縣：美材縣、華林縣（紹治元年，避紹治帝生母胡氏華諱，改為桃林縣[9]）。